# 焦磷酸亚铁
焦磷酸亚铁是一种无机化合物，化学式为Fe2P2O7。

## 制备
焦磷酸亚铁可由氧化铁、铁粉和磷酸二氢铵（摩尔比为1:1:3）缓慢加热至1170K反应得到。
草酸亚铁二水合物和磷酸二氢铵的反应可以制备γ相的焦磷酸亚铁。
铁粉和25%磷酸在TiO的存在下，于18.62MPa进行水热反应，可以得到焦磷酸亚铁的二水合物。
氧化铁和磷酸二氢铵进行固相反应，可以得到β相的焦磷酸亚铁。在600℃，有H3FeP2O8、Fe3(P2O7)2、NH4FeP2O7产生；更高温度按下式反应：
6 NH4H2PO4 + 3 Fe2O3 → 3 Fe2P2O7 + 4 NH3 + 12 H2O + N2
该反应的产物的颜色和温度有关。在400℃为红色，500℃为黑色，600℃以上为米白色。